# Alberto Fernández García
Alberto Fernández García (Moratalla, Región de Murcia, 9 de julio de 1999), más conocido como Alberto, es un futbolista español que juega como delantero o extremo derecho en el Centre d'Esports Sabadell Futbol Club de la Primera RFEF.

## Carrera deportiva
Su carrera como futbolista empezó en las categorías inferiores del Caravaca de la Cruz (2009-2012) y la cantera del UD Almería en la que estuvo durante la temporada 2012-2013. Club Atlético de Pinto. En el año 2013 ingresaría en la cantera del Real Madrid para jugar en categoría cadete. 
Durante la temporada 2016-17 formaría parte del Juvenil A del conjunto blanco, donde a las órdenes de Guti sería campeón de la Copa de Campeones, conquistaría la Copa del Rey en Calahorra y fue semifinalista de la Youth League.
En verano de 2018 el extremo murciano pasa a formar parte de la plantilla del Real Madrid Castilla para jugar en la Segunda División B para disputar la temporada 2018-19, en la que disputó 31 partidos, anotando tres goles a las órdenes de Santiago Solari y Manolo Díaz. En mayo de 2019 se lesionó de gravedad al sufrir una rotura completa del ligamento cruzado anterior de la rodilla derecha que evitó que disfrutara de la eliminatoria de ascenso y lo apartarían de los terrenos de juego durante 6 meses.
En agosto de 2019, el extremo llega cedido al Club de Fútbol Fuenlabrada de LaLiga 1|2|3 cedido por una temporada, pero no debutaría hasta que no se recuperase de su lesión, ya en la segunda vuelta de la competición.
El 2 de febrero de 2020, hace su debut en LaLiga 1|2|3 en una derrota por cero goles a uno frente al Girona FC, disputando 12 minutos de encuentro. El futbolista murciano puso su granito de arena en la gran temporada del Club de Fútbol Fuenlabrada, disputando un total de 6 partidos con solo 20 años.
El 7 de septiembre de 2020, se convierte en jugador del UCAM Murcia Club de Fútbol de la Segunda División B de España.
El 22 de agosto de 2022, firma por el Centre d'Esports Sabadell Futbol Club de la Primera RFEF.

## Clubes
| Club                                  | País   | Año       |
| ------------------------------------- | ------ | --------- |
| Real Madrid Castilla                  | España | 2018-2019 |
| Club de Fútbol Fuenlabrada (cedido)   | España | 2020      |
| UCAM Murcia Club de Fútbol            | España | 2020-2022 |
| Centre d'Esports Sabadell Futbol Club | España | 2022-     |